# Łuiza Noskowa
Łuiza Nikołajewna Noskowa z d. Czeriepanowa (ros. Луиза Николаевна Носкова z d. Черепанова, ur. 7 lipca 1968 w Łabytnangach) – rosyjska biathlonistka, mistrzyni olimpijska.

## Kariera
W Pucharze Świata zadebiutowała 19 stycznia 1989 roku w Borowcu, zajmując trzecie miejsce w biegu indywidualnym. Tym samym już w swoim debiucie nie tylko zdobyła punkty, ale od razu stanęła na podium. W zawodach tych wyprzedziły ją tylko rodaczki: Natalja Iwanowa i Jelena Gołowina. W kolejnych startach jeszcze jeden raz stanęła na podium: 14 grudnia 1989 roku w Obertilliach była ponownie trzecia w tej konkurencji. Najlepsze wyniki osiągnęła w sezonie 1989/1990, kiedy to zajęła 17. miejsce w klasyfikacji generalnej.
Na mistrzostwach świata w Feistritz w 1989 roku wspólnie z Natalją Prikazczikową, Swietłaną Dawydową i Jeleną Gołowiną zdobyła złoty medal w biegu drużynowym. Była tam również czternasta w sprincie i czwarta w biegu indywidualnym, przegrywając walkę o medal z Dawydową. Podczas rozgrywanych pięć lat później mistrzostw świata w Canmore wystąpiła w biegu drużynowym, jednak reprezentacja Rosji nie ukończyła tej konkurencji. W 1994 roku brała też udział w igrzyskach olimpijskich w Lillehammer, razem z Nadieżdą Tałanową, Natalją Snytiną i Anfisą Riezcową zdobywając złoto w sztafecie. Był to pierwszy w historii złoty medal olimpijski dla Rosji w biathlonie kobiet. Zajęła tam też 10. miejsce w biegu indywidualnym i 39. w sprincie.
W 1994 roku otrzymała Order Przyjaźni Narodów.

## Osiągnięcia

### Igrzyska olimpijskie
| Rok  | Miejscowość | Konkurencje | Konkurencje | Konkurencje | Konkurencje | Konkurencje | Konkurencje | Konkurencje |
| Rok  | Miejscowość | IN          | SP          | PU          | MS          | RL          | MR          | SR          |
| ---- | ----------- | ----------- | ----------- | ----------- | ----------- | ----------- | ----------- | ----------- |
| 1994 | Lillehammer | 10.         | 39.         | nd.         | nd.         | 1.          | nd.         | –           |

### Mistrzostwa świata
| Rok  | Miejscowość | Konkurencje | Konkurencje | Konkurencje | Konkurencje | Konkurencje | Konkurencje | Konkurencje |
| Rok  | Miejscowość | IN          | SP          | PU          | MS          | RL          | MR          | SR          |
| ---- | ----------- | ----------- | ----------- | ----------- | ----------- | ----------- | ----------- | ----------- |
| 1989 | Feistritz   | 4.          | 14.         | nd.         | nd.         | –           | nd.         | –           |
| 1994 | Canmore     | nd.         | nd.         | nd.         | nd.         | nd.         | nd.         | –           |

### Puchar Świata

#### Miejsca w klasyfikacji generalnej
| Sezon     | Miejsce |
| --------- | ------- |
| 1988/1989 | 25.     |
| 1989/1990 | 17.     |
| 1993/1994 | 72.     |
| 1994/1995 | -       |
| 1995/1996 | 54.     |

#### Miejsca na podium chronologicznie
| Lp. | Dzień       | Rok  | Miejscowość  | Konkurencja                | Lokata | Pudła   | Czas biegu | Strata  | Zwycięzca       |
| --- | ----------- | ---- | ------------ | -------------------------- | ------ | ------- | ---------- | ------- | --------------- |
| 1.  | 19 stycznia | 1989 | Borowec      | Bieg indywidualny na 15 km | 3.     | 3+0+0+0 | 52:53,8    | +1:44,1 | Natalja Iwanowa |
| 2.  | 14 grudnia  | 1989 | Obertilliach | Bieg indywidualny na 15 km | 3.     | 0+0+1+0 | 50:51,8    | +2:10,8 | Jelena Gołowina |